# زیمنسشتات
زیمنسشتات (به آلمانی: Siemensstadt) یک منطقهٔ مسکونی در آلمان است که در Spandau واقع شده‌است. سیمنسشتادت ۱۱٬۳۸۸ نفر جمعیت دارد.